# Ichtyoselmis
Ichtyoselmis es un género de monotípico  de plantas perteneciente a la subfamilia Fumarioideae antigua familia Fumariaceae. Su única especie: Ichtyoselmis macrantha es originaria de China.

## Descripción
Es una planta perenne que crece desde un largo rizoma, nativa de los bosques y claros en las elevaciones de 1,500-2,700 metros  en el norte de Birmania y el sur de China.
En Sichuan, China, es conocida como la planta de peces de colores, debido a la forma y el color de las flores.
Las hojas están divididas en grupos de tres dos o tres veces y dentadas. Las flores cuelgan en el extremo de los tallos de hojas de hasta 1 m de altura. en cimas con 3-14 flores que tienen dos sépalos largos y delgados y cuatro  pétalos de color crema a amarillo pálido. Los dos pétalos externos están dobladas hacia fuera. Los dos pétalos internos están conectados en la punta.

## Taxonomía
Ichtyoselmis macrantha  fue descrito por (Oliv.) Lidén y publicado en Plant Systematics and Evolution 206(1–4): 415. 1997.
Etimología
Ichtyoselmis: nombre genérico que viene del griego ἰχθύς ( Ichthys , "pescado") y σελμίς selmís, ("hilo de pescar"). Aunque la ortografía correcta de la palabra griega que usa th(theta), el nombre científico utiliza solo t.
macrantha: epíteto latino que significa "con grandes flores".
Sinonimia
- Dicentra macrantha Oliv.	[4]